# Megasequía en Chile
Desde 2010, Chile ha enfrentado una sequía que se ha extendido principalmente entre las regiones de Coquimbo y La Araucanía, cubriendo toda la zona central del país y parte de las zonas del norte chico y del sur. Según un estudio llevado a cabo por varias universidades del país, esta sequía ha sido la más extensa y severa ocurrida en Chile en su historia, por lo que ha sido denominada como una megasequía. El fenómeno tiene explicaciones tanto naturales, por fenómenos meteorológicos que causan menores precipitaciones, como humanas, por efecto del cambio climático.

## Causas
Entre las principales causas de la megasequía en Chile, están las siguientes:
- Naturales: Efecto del «fenómeno de La Niña» que provoca temperaturas del más frías en el océano Pacífico tropical, y la fase fría de la oscilación decenal del Pacífico (Pacific decadal oscillation o PDO). Dichos fenómenos provocan la debilitación de los vientos del oeste sobre Sudamérica y la intensificación del anticiclón del Pacífico, lo que a su vez favorece periodos de sequía.
- Antrópicos: Calentamiento global.

De acuerdo con una publicación de la Dirección Meteorológica de Chile, se ha estimado que los factores naturales han influido en la ocurrencia de la megasequía en un 75%, mientras que los factores antrópicos o humanos han influido en el restante 25%.

## Regiones más afectadas

### Región de Valparaíso
La sequía duró 12 años provocando estragos en la Región de Valparaíso. 37 de sus 38 comunas estuvieron bajo decreto de escasez hídrica. El déficit de precipitaciones llegó a ser del 70%, respecto del promedio histórico de los últimos 30 años, y el de nieve acumulada alcanzó en 2021 el 85,6%. Los embalses Los Aromos y Peñuelas, con una capacidad de almacenamiento de 35 y 95 millones de m³ de agua, presentaron en junio de 2020 3,8 y 0,5 millones de m³, respectivamente. El lago Peñuelas llegó a estar prácticamente seco. La sequía impactó en los sistemas de Agua Potable Rural (APR) provocando el secado de pozos y napas interrumpiendo el servicio de agua, en localidades de La Ligua, Cabildo, Zapallar, Puchuncaví, La Calera, Quillota, Limache, Casablanca, Santo Domingo y Olmué.

## Desarrollo

### 2010-2011
Desde julio de 2010 comenzó a observarse en el océano Pacífico la disminución en su temperatura, iniciándose así un nuevo episodio del «fenómeno de La Niña», que se tradujo en una disminución de las lluvias durante el invierno del hemisferio sur, donde se encuentra Chile.
| Mes       | JUL  | AGO  | SEP  | OCT  | NOV  | DIC  | ENE  | FEB  |
| --------- | ---- | ---- | ---- | ---- | ---- | ---- | ---- | ---- |
| Variación | -0.6 | -1.0 | -1.3 | -1.4 | -1.4 | -1.4 | -1.3 | -1.2 |

En marzo de 2011 los informes del Instituto de Investigación Internacional para Clima y Sociedad (IRI) indicaban un debilitamiento del fenómeno, con un 75% de probabilidades de continuación entre marzo y mayo, y un 25% de regreso a una «fase neutra» (entre La Niña y El Niño). Se estableció que entre abril a junio esta probabilidad caería al 50%. Ese mismo mes la Dirección Meteorológica de Chile tuvo conclusiones similares, estableciendo el inicio de la fase neutra entre junio y agosto de 2011, cuestión que confirmó en mayo de 2011.
El fenómeno de La Niña causó un déficit pluviométrico en gran parte del territorio nacional durante el segundo semestre de 2010, siendo más notorio en la zona centro-sur, entre las regiones de Coquimbo y Biobío, donde se registraron disminuciones de 25-50% en las lluvias respecto al promedio anual.
Para febrero de 2011, según la Comisión Nacional de Energía, el nivel de los principales embalses del país estaba en un nivel similar al observado durante la sequía de 1998-1999; mientras que en el lago Rapel el déficit era de un 52%, en los lagos Laja y Chapo se alcanzó un déficit de 75%.
Los principales efectos del evento se observaron en el sector agrícola, siendo las regiones más afectadas las de Coquimbo y Valparaíso, mientras que la baja en el nivel de los embalses provocó la toma de medidas de ahorro de energía eléctrica, de manera de evitar el racionamiento en el suministro aplicado entre fines de 1998 y mediados de 1999, con motivo de una sequía similar.

#### Respuesta gubernamental
Debido a la reducción de caudal en las cuencas de los ríos Petorca, La Ligua y Aconcagua, el 24 de noviembre de 2010 el Ministerio de Obras Públicas decretó emergencia hídrica para dichos valles de la región de Valparaíso. El 17 de enero de 2011 se decretó emergencia agrícola y escasez hídrica en Canela, Los Vilos, Illapel, Punitaqui, Combarbalá y Salamanca, comunas de la región de Coquimbo, y el 31 de enero la medida se extendió a toda la región, destinándose para ayudar a los agricultores 1600 millones de pesos. El 9 de febrero se decretó la emergencia agrícola en siete comunas de la región de Valparaíso; La Ligua, Petorca, Cabildo, Zapallar, Papudo, Putaendo y Nogales.
El 9 de febrero el presidente Sebastián Piñera firmó un decreto con medidas que buscaban evitar una crisis energética como la que se vivió en la sequía de 1998-1999, donde fue necesario realizar un programa de racionamiento eléctrico. Las propuestas incluyeron la disminución del voltaje, cambios en los sistemas de interconexión eléctrica del país y una campaña de ahorro a nivel doméstico. También se estudió la compra de gas a la Argentina para abastecer a las centrales termoeléctricas, lo que finalmente no se concretó. El 18 de febrero la Superintendencia de Electricidad y Combustibles (SEC) emitió las instrucciones técnicas para la baja de voltaje, día a partir del cual las empresas eléctricas podían aplicar la medida. Chilectra estableció como fecha tope para dicho plan el 31 de agosto.
El 2 de marzo se anunció que el cambio al horario de invierno en Chile, que corresponde al segundo domingo de marzo, se aplazaría hasta el 2 de abril, cambio que el 28 de marzo fue pospuesto nuevamente para el 28 de mayo. Sin embargo, según expertos, la medida no tuvo mayor impacto en el ahorro energético.
El 21 de mayo, Piñera anunció en su cuenta pública anual tres medidas energéticas: la implementación de una «carretera eléctrica pública» para la transmisión de energía eléctrica, un «multi-carrier eléctrico», y la posible conexión entre el Sistema Interconectado Central (SIC) y el Sistema Interconectado del Norte Grande (SING), proyecto que finalmente fue pospuesto, siendo concretado en 2017.
El año 2017 se censaron solo 4763 hectáreas de paltos en la cuenca, una baja del 45% con respecto a 2008. En el año 2018, 4778 personas tuvieron que recibir suministro de agua potable por media de camiones aljibe.
El segundo gobierno de Sebastián Piñera dispuso un control riguroso de los pozos de donde se extrae agua, la formación y empoderamiento de Juntas de Vigilancia entre los agricultores que observen y exijan el cumplimiento de la ley y el gobierno dispuso un presupuesto de US$ 173.000.000 para la construcción del embalse Las Palmas con una capacidad de 55 millones de metros cúbicos que debe entrar en operaciones en 2024.
Otro proyecto, menos avanzado, es el de la construcción del embalse Pedernal de 31 millones de metros cúbicos para el riego de 1800 hectáreas.
En zonas costeras de la comuna de La Ligua, como la zona de Los Quinquelles se ha construido una planta desalinizadora.

### 2015

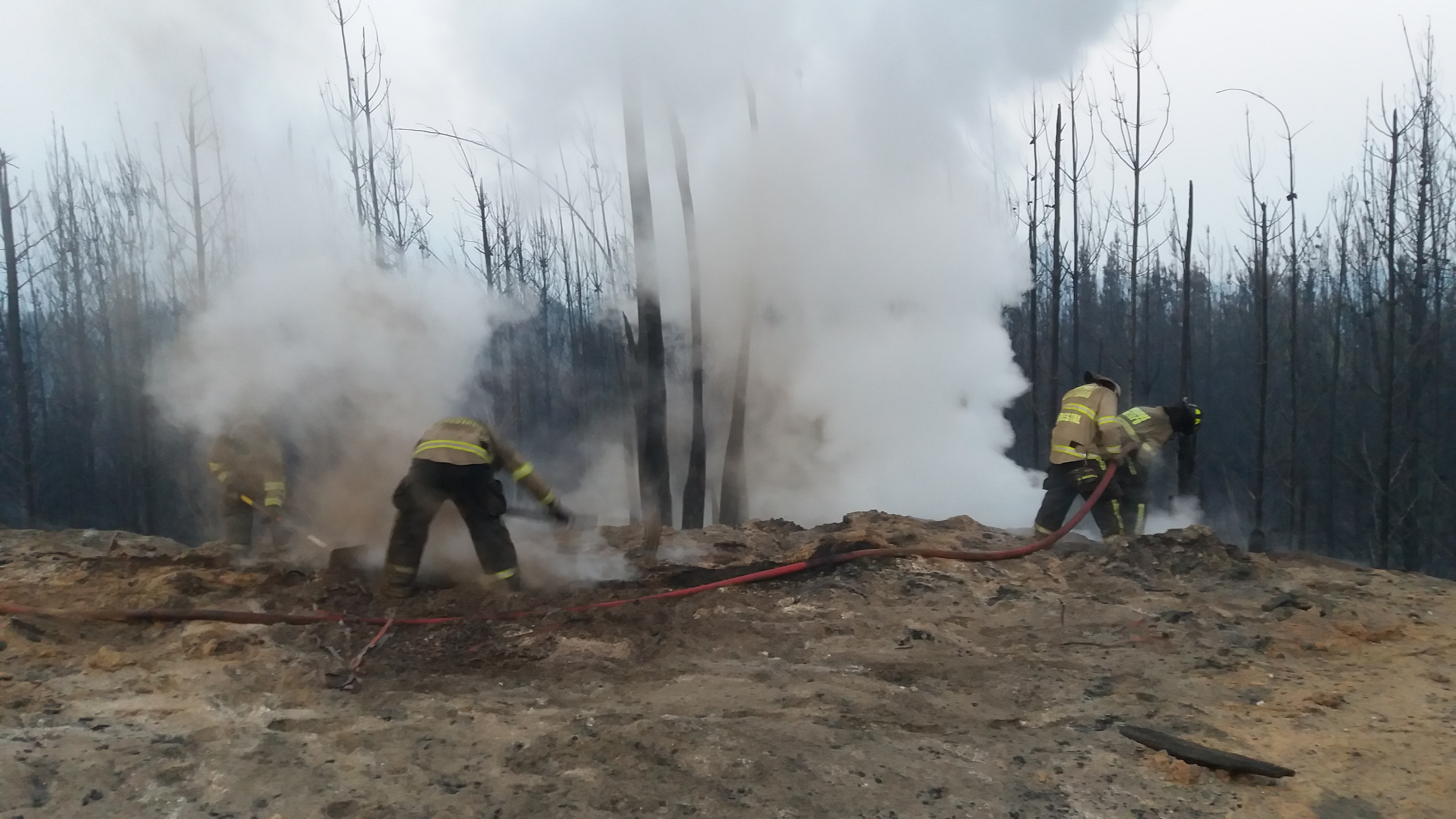
Bomberos combatiendo el incendio forestal que destruyó casi en su totalidad la localidad de Santa Olga (región del Maule), en 2017

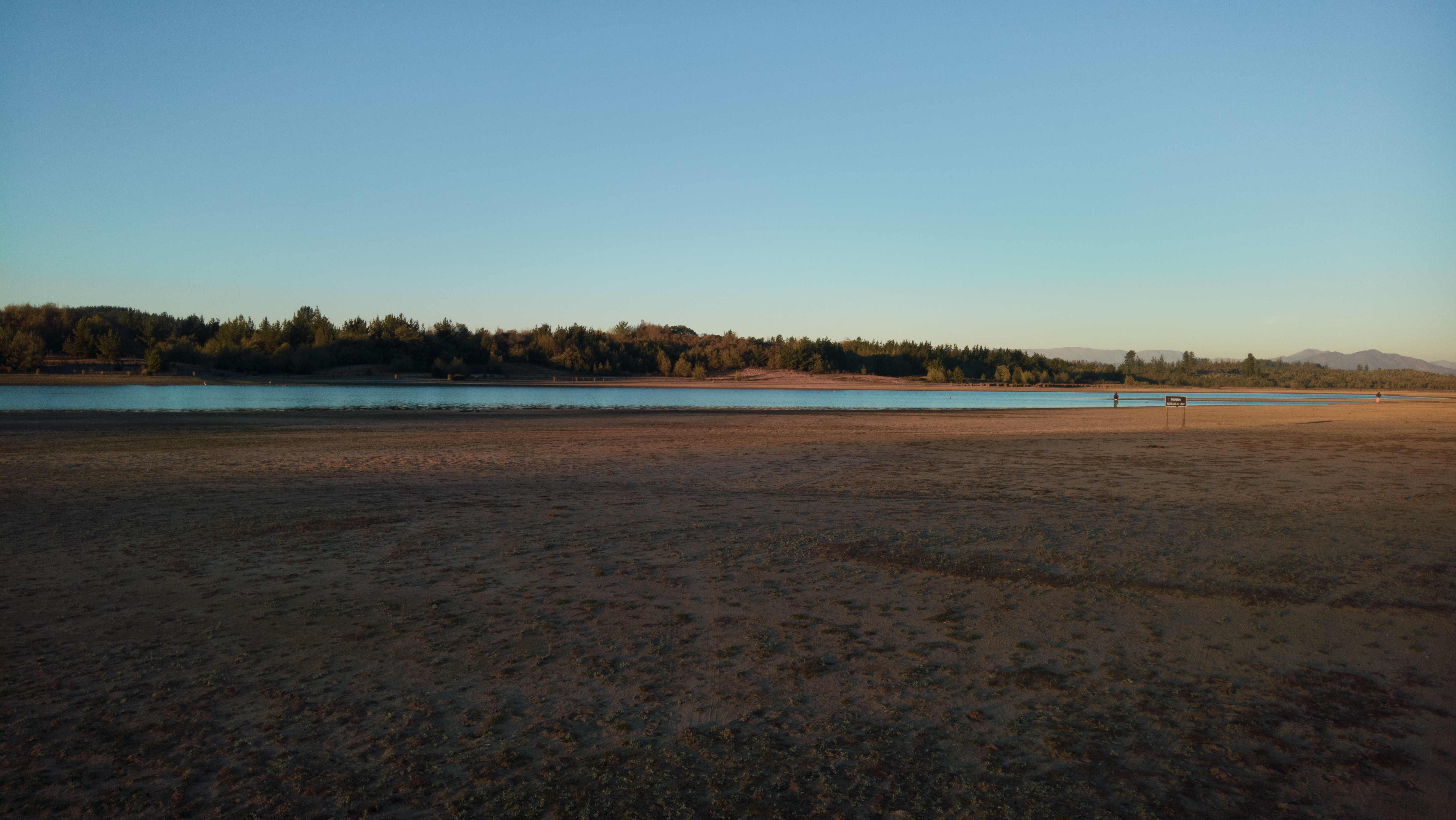
El embalse Peñuelas (región de Valparaíso) en 2019

En 2015 ha sido el más seco registrado en los valles de Chile central. Durante este año la megasequía extendió su alcance territorial, afectando desde la precordillera de Coquimbo por el norte, hasta la región de La Araucanía por el sur.

### 2017
Durante el mes de enero de 2017 se registró una serie de olas de calor que registraron temperaturas máximas por sobre lo normal en la zona centro y sur del país. Estos eventos propiciaron los incendios forestales en Chile de 2017, que incluyeron los siniestros más grandes registrados en Chile hasta esa fecha, incluyendo el incendio denominado Las Máquinas que afectó a las comunas de Empedrado, Constitución y Cauquenes en la región del Maule, que consumió 183 946 hectáreas, y el incendio llamado Nilahue Barahona, que afectó a Pumanque, Marchigüe, Pichilemu, La Estrella y Litueche, que consumió un total de 50 mil hectáreas.

### 2019
En 2019 ha sido el segundo año más seco registrado en la zona central de Chile. En la ciudad de Valparaíso es el segundo año con menos lluvias desde 1900, siendo solo superado por 1924. El gobierno de Chile decretó zona de emergencia hídrica en las regiones de Coquimbo, Valparaíso y O'Higgins, y en 17 comunas de la región Metropolitana.

### 2020
En 2020 hubo un déficit de precipitaciones del 12% en el país.

## Impacto geográfico

### Reducción de la superficie lacustre en la zona central (32°—36°S)
Chile central (32°—36°S) tiene como característica un clima mediterráneo con inviernos helados y húmedos; y veranos de temperaturas elevadas y secos. En esta mega sequía se observa un aumento de 0,8 °C en la temperatura promedio y una reducción de hasta 40% en precipitaciones anuales. Diversos lagos han experimentado una pérdida significativa de superficie comparando los periodos 1984-2009 y 2010-2020. Lagos como Embalse el Yeso han experimentado una pérdida de 19,92%; Aguas Calientes ha tenido una pérdida de superficie de 28,34%. Laguna Negra ha pasado de tener 5,45 km² a 5,15 km² y Lago Teno ha pasado de tener 7,92 km² a 7,36 km².